# NAOE
NAOE（ナオエ）は、日本の漫画家。

## 来歴
東洋美術学校出身。2011年、『青春×機関銃』がフレッシュガンガン Summerに掲載されて勝ち抜き、連載権を得る。そして2012年6月、同名作品を前後編にしたものが、月刊Gファンタジーにて読み切り掲載される。好評な反応を受けて、2013年1月より同作品の連載を開始。
2019年4月に結婚。
2021年3月に第1子となる長女、2023年11月に第2子となる次女を出産した。
パンダ好きでコミックスの自画像もパンダ。
サバゲーをやる時、クリンコフを愛銃にしている。

## 作品リスト
- 『青春×機関銃』スクウェア・エニックス〈Gファンタジーコミックス〉全18巻（『月刊Gファンタジー』2013年2月号 - 2019年9月号） - 2015年にアニメ化[1]。
- 『東京エイリアンズ』スクウェア・エニックス〈Gファンタジーコミックス〉既刊11巻（『月刊Gファンタジー』2020年5月号[2] - 連載中）